# Панкевич, Иван Артёмович
Иван Артёмович Панкевич (укр. Іван Артемович Панькевич; 1887—1958) — чехословацкий (украинско-закарпатский) лингвист, литературовед, фольклорист, этнограф, искусствовед, историк, педагог и общественный деятель. Доктор филологических наук с 1938 года, профессор с 1939 года.

## Биография
Родился 6 октября 1887 года в селе Цеперов, ныне Львовского района Львовской области. В 1907—1909 годах обучался во Львовском университете, в 1912 году окончил Венский университет.
Работал в 1912—1919 годах преподавателем, доцентом в Консульской академии в Вене, в 1920—1939 годах — в гимназиях Ужгорода, с 1939 года — профессор Братиславского и пражского Карлового университетов.
Один из основателей общества «Просвіта» и «Педагогического общества Подкарпатской Руси» в Ужгороде (1920). Член Научного общества имени Тараса Шевченко во Львове с 1924 года. В 1922—1928 годах — редактор «Научного сборника общества «Просвіта»», в 1924—1936 годах — журнала «Підкарпатська Русь».

## Научная и педагогическая деятельность
Среди научных интересов Панкевича были современное состояние и история закарпатских и лемковских говоров украинского языка, исследование церковнославянских памятников украинской редакции, исследование материальной культуры Закарпатья. Его литературоведческие работы посвящены теоретическим вопросам, межславянским связям и творчеству отдельных писателей и литературоведов. В 1920—1922 годах составил правила украинского правописания, ориентированные на закарпатские говоры (панькевичівка), действовавшие на Закарпатье до 1945 года; создал ряд учебников украинского языка.
В 1937 г. чехословацкие власти организовали школьный референдум, где родители выбирали между грамматикой Панькевича (приближавшей местные диалекты к украинскому стандарту) и грамматикой Е. Сабова (приближенной к русскому языку), и где победили сторонники последней.
Записывал и изучал фольклор Галичины и Закарпатья, разработал теорию и опросник для сбора материалов для словаря закарпатских говоров.